# 禅林寺 (海南市)
禅林寺（ぜんりんじ）は、和歌山県海南市幡川にある高野山真言宗の寺院。山号は幡川山。本尊は薬師如来。

## 歴史
当寺は、唐の青龍寺の僧・為光上人が聖武天皇より当地を賜ると、天皇の勅願所として創建されたという。
創建当時は七堂伽藍の寺院であったが、建武年間（1334年 - 1338年）以前に金堂以下が焼失している。
後に再建されるが、天正13年（1585年）の豊臣秀吉による紀州征伐の兵火に掛かって焼失し、広大な寺領も全て没収された。
その後、塔頭・中之坊の秀慶法印によって中興された。その際、秀慶は新たな本尊を求めていたところ、桧前の山頂から為光が招来した七仏の一体の頭部を発見した。秀慶はその頭部に合わせて塑像として体部を制作し、新たな本尊とした。それが現在の本尊・薬師如来坐像であるという。

## 境内
- 本堂
- 庫裏
- 大師堂
- お迎え大師像 - 空海像。
- 新四国八十八ヵ所 - 四国八十八箇所を模した石仏群で裏山にある。

## 文化財

### 和歌山県指定有形文化財
- 塑造薬師如来坐像 - 奈良時代。
- 禅林寺文書 1括 - 鎌倉時代から桃山時代。

## 前後の札所
西国薬師四十九霊場
11 高室院　-　12 禅林寺　-　13 弘川寺
紀伊之国十三仏霊場
6 慈尊院　-　7 禅林寺　-　8 興国寺
高野長峰霊場
1 禅林寺　-　2 蓮花寺
ぼけよけ二十四地蔵尊霊場
2 高野寺　-　3 禅林寺　-　4 得生寺

## 所在地
- 和歌山県海南市幡川424

## アクセス
- JR紀勢本線（きのくに線） 海南駅よりオレンジバス「薬師谷」下車、徒歩約10分。